# Coração de Jesus (Viseu)
Coração de Jesus ist ein Ort und eine ehemalige Gemeinde (Freguesia) im portugiesischen Kreis Viseu. Die Gemeinde hatte 11.453 Einwohner (Stand 30. Juni 2011).
Am 29. September 2013 wurden die Gemeinden Viseu (Coração de Jesus), Viseu (Santa Maria de Viseu) und Viseu (São José) zur neuen Gemeinde União das Freguesias de Viseu zusammengeschlossen. Viseu (Coração de Jesus) ist Sitz dieser neu gebildeten Gemeinde.